# M.2

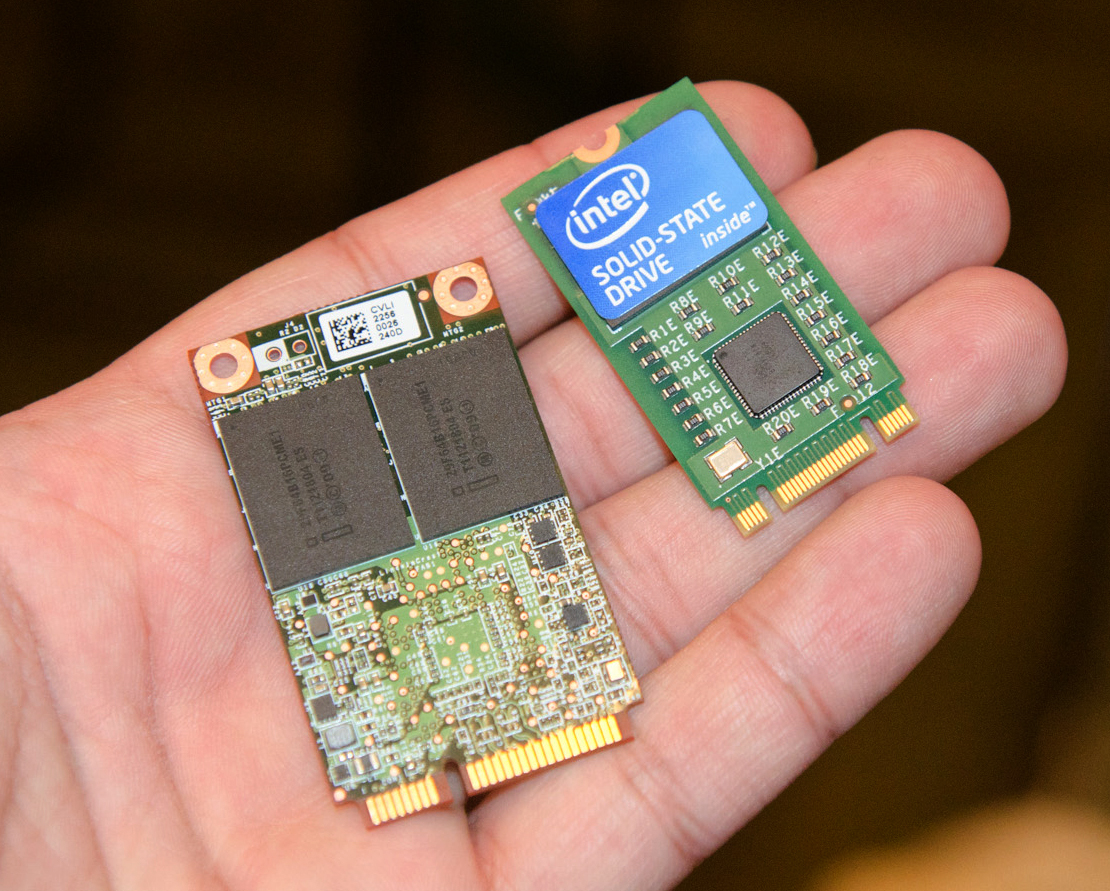
Confronto tra un SSD mSATA SSD (sinistra) e un SSD M.2 2242 SSD (destra)

M.2 pronunciato in inglese "M dot two" che tradotto si legge "M punto Due", già noto come Next Generation Form Factor (NGFF), è un'interfaccia per schede di espansione per personal computer, dotata di propri connettori, ideata per sostituire lo standard mSATA, che utilizza la configurazione e i connettori dello standard PCI Express Mini Card.

## Descrizione tecnica
Le specifiche più flessibili dello standard M.2 permettono ai moduli di avere molteplici larghezze e lunghezze e, con la disponibilità di più funzioni di interfacciamento avanzate, lo rendono più adatto rispetto allo standard mSATA ad applicazioni per le unità a stato solido in generale ed in particolare per l'utilizzo in piccoli apparecchi come ultrabook o tablet.
Questo connettore è caratterizzato da un'interfaccia di vario tipo e caratteristiche, in parte riconoscibile dalle tacche del connettore e fessure delle schede da connettere, inoltre quest'ultime possono avere diverse dimensioni, principalmente variano in lunghezza, ma possono variare anche in larghezza.

### Interfaccia bus
La particolarità dello slot M.2 è quella di poter accogliere schede di espansione con interfaccia bus mSATA o PCI Express con tecnologia non-Volatile Memory Express (NVMe) oppure entrambe, a seconda della configurazione del connettore (chiamata anche keying) impostata dal produttore a livello "elettrico" abilitando o meno le vie necessarie.
Se da un lato è un grande vantaggio per il costruttore, dall'altro può trarre in inganno il consumatore che, non prestando sufficiente attenzione, potrebbe, in caso di aggiornamento, sbagliare l'acquisto del componente.
Le interfacce bus fornite tramite il connettore M.2 sono PCI Express 3.0 (fino a quattro vie), Serial ATA 3.0 e USB 3.0 (una singola porta logica per ognuna delle ultime due).

### Interfaccia fisica (keying)

Esempio di alcune interfacce fisiche

Il produttore dei moduli M.2 può scegliere quali configurazioni supportare: tale scelta dipende dal supporto host e dal tipo di dispositivo. Il connettore M.2 presenta delle tacche (keying) le quali denotano diverse applicazioni sia degli host che dei dispositivi ed essendo univoche evita che si possano connettere assieme dispositivi fra di loro incompatibili o perlomeno evitare la maggior parte degli errori di tale natura. Il protocollo M.2 supporta l'NVM Express (NVMe) come dispositivo logico di interfaccia per comunicare tramite M.2 PCI Express con i dischi SSD e l'Advanced Host Controller Interface (AHCI) come livello logico dell'interfaccia.

### Dimensione

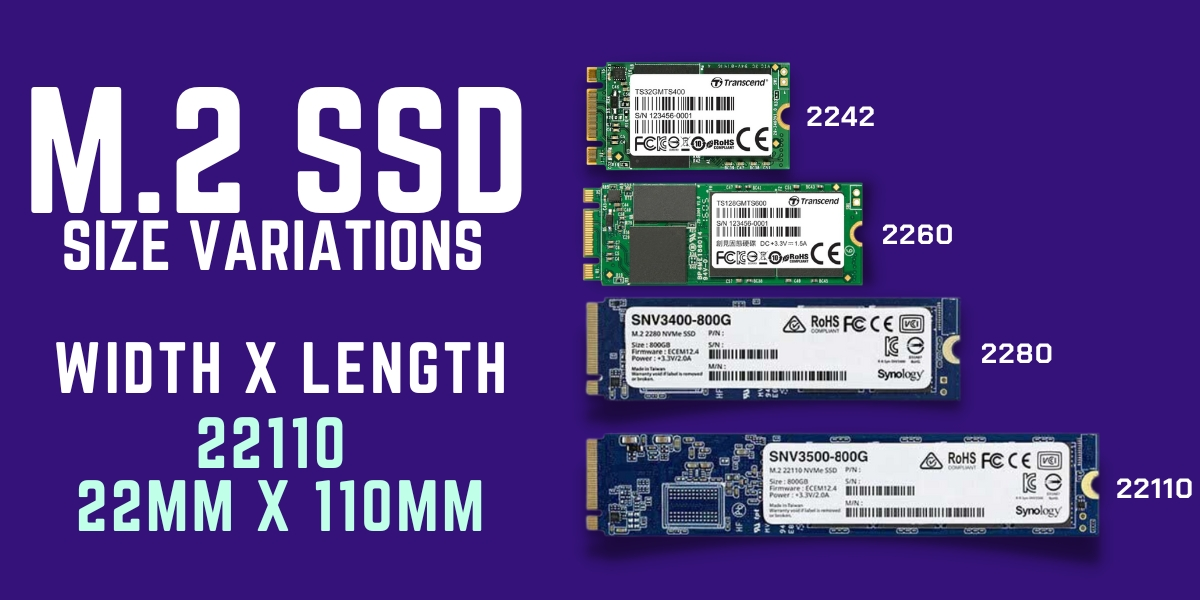
Esempio di alcune misure fisiche e relativa sigla

I moduli M.2 sono di due larghezze (22 mm e 30 mm, anche se quest'ultima misura è stata pressoché abbandonata), ma possono essere disponibili in diverse lunghezze discrete, che generalmente viene limitata dal dispositivo di destinazione, queste misure vengono poi utilizzate per identificare il modulo stesso, quindi un modulo che è largo 22 mm e lungo 30 mm sarà identificato come 2230.
Le dimensioni del modulo è uno dei parametri che va ad influire sulla sua capacità massima.

## Applicazioni ed utilizzo
Mentre il supporto con una versione datata dell'AHCI garantisce che sia presente la retrocompatibilità sia con i dispositivi SATA sia con i sistemi operativi datati, l'NVM Express è stato sviluppato per utilizzare appieno le possibilità dei veloci dispositivi di memoria PCI Express per eseguire tante operazioni I/O in parallelo.